# Eva Landeck
Eva Fainsilberg Landeck (Buenos Aires, 1922-12 de juny de 2019) va ser una directora de cinema argentina.

## Carrera professional
En la seva infància, fins i tot abans que sabés llegir els subtitulats el seu pare la portava a veure pel·lícules, per exemple del cineasta soviètic Vsèvolod Pudovkin i així es va familiaritzar amb imatges que anys després va començar a veure i analitzar amb una mirada professional.
Entre 1945 i 1948 va estudiar en la Facultat de Filosofia i Lletres, on va completar la carrera de psicologia, es va casar, va tenir dos fills, i quan ells eren adolescents va començar a estudiar cinema. Va estudiar fotografia amb Pablo Tabernero, direcció d'actors amb Hedy Crilla i Augusto Fernandes i va realitzar pràctiques de cinema en l'Associació de Cinema Experimental de Buenos Aires, la primer promoció del qual va integrar.
En 1963 va realitzar el curtmetratge Barrios y teatros de Buenos Aires per a la televisió alemanya. Va seguir amb altres curtmetratges com el de ficció Entremé, amb l'actuació de Federico Luppi, Arturo Maly, Agustín Alezzo i Cora Roca. Per Horas extras va ser guardonada amb un diploma d'honor en el Festival Cinematogràfic Internacional de Oberhausen de 1967 i El empleo va guanyar el premi Medalla de Plata al Festival de Curtmetratges de Canes; hi van actuar Irene Morack, Carlos Roffé i Carlos Antón i la pel·lícula va barrejar elements onírics, subconscients i imaginaris amb altres reals.
De filmar en 16 mil·límetres va passar al format de 35 mil·límetres. El seu primer llargmetratge es va acabar en 1973 i es va estrenar el 22 d'agost de 1974; era Gente en Buenos Aires, sobre la incomunicació de la gent a la gran ciutat, amb Luis Brandoni i Irene Morack, qui també va cantar la cançó de la pel·lícula, amb el futur director de cinema Aníbal Di Salvo a càrrec de la cambra i la fotografia. Amb aquest film va ser la primera directora cinematogràfica argentina que va guanyar un premi –Esment Especial- en la Mostra Internacional del Film d'Autor de San Remo en 1975.
En 1979 va estrenar Este loco amor loco en el que va barrejar diferents personatges d'època. Finalment, a l'octubre del mateix any va estrenar El lugar del humo, una producció uruguaiana amb la majoria dels tècnics de l'Argentina, que narrava la gira teatral d'un elenc per l'interior del país, que es torna un melodrama i deriva en una recerca policial.
A les seves pel·lícules Eva Landeck va barrejar el real amb l'oníric, la música clàssica amb el tango, el folkcore i la tecno.
En 1995 va publicar el llibre Lejos de Hollywood, una ficció vinculada al quefer del cinema. En 2013 va ser guardonada amb el Premi Cóndor de Plata a la trajectòria.

## Filmografia
Directora
- Barrios y teatros de Buenos Aires (curtmetratge) (1963)
- Las ruinas de Pompeya (curtmetratge) (1965)
- Domingos de Hyde Park (curtmetratge) (1965)
- Horas extras (curtmetratge) (1966)
- Entremés (curtmetratge) (1966)
- El empleo (curtmetratge) (1970)
- Gente en Buenos Aires  (1974)
- El lugar del humo (1979) (producció uruguaiana)
- Este loco amor loco  (1979)

Guionista
- Este loco amor loco (1979)

Argument
- Este loco amor loco (1979)